# Турнири на Impact Wrestling
| Англ. Име       | Бълг. Име        | Месец    | Години |
| --------------- | ---------------- | -------- | ------ |
| Slammiversary   | Годишно Тръшване | Юни      | 2005 - |
| Bound for Glory | Прославяне       | Октомври | 2005 - |

Това е списък с турнирите на Total Nonstop Action Wrestling, излъчени по pay-per-view от TNA.
Списъкът включва само тричасовите турнири на TNA, предимно с Impact Wrestling. TNA излъчва от 2004 с два турнира, които се покачиха и стигнаха до 12, но след януари 2013, когато намалят и остават само четири. Първоначално те се провеждаха в Impact Wrestling Zone, но след това те се състояха и на други места. Главните и най-силно продуцирани са „В капан“, „Годишно Тръшване“ и „Прославяне“. Те са най-продаваните турнири на Компанията.
Отначало единствените предавания по телевизията на TNA бяха двучасови шоута по pay-per-view. Първото шоу беше на 19 юни 2002 в Хънтсвил, Алабама. Последното от тези шоута беше на 8 септември 2004. TNA започна да излъчва тяхната телевизионна програма „Сблъсък!“, започвайки от 4 юни 2004, като главно предаване. На 7 ноември 2004 започна първия тричасов турнир – „Път към Победа“. След това всеки месец се излъчи по един турнир с различни имена. Всеки турнир, с изключение на „Срещу Всеки Шанс“ си смени месеца през годините.. През 2010 мачовете от турнира „Цялото Шибано Шоу“ кръстен на Роб Ван Дам, трябваше да се проведат на турнира „Хардкор Правосъдие“, прекръстен от „Тежко Правосъдие“, в който се биха „хардкор“ легендите от ECW.
Компанията участваше и в излъчването на турнири с Японски и Мексикански компании от 2007 до 2009 и 2011. Тези компании бяха Федерацията на Иноки Геном (IGF), Японски Про Кеч (NJPW) и Трипле А (AAA).
Графикът с месечните турнири се промени през януари 2013 и всичките, без четири бяха премахнати. Ти Ен Ей започна да излъчва специални шоута по PPV – „Единствената вечер“.

## Минали Турнири
| Англ. Име                      | Бълг. Име                            | Месец                                                 | Година(и)                |
| ------------------------------ | ------------------------------------ | ----------------------------------------------------- | ------------------------ |
| Victory Road                   | Път към Слава                        | Ноември (2004); Юли (2006 – 2010); Март (2011 – 2012) | 2004, 2006 – 2012        |
| Turning Point                  | Повратна Точка                       | Декември (2004 – 2007); Ноември (2008 – 2012)         | 2004 – 2012              |
| Final Resolution               | Крайно Решение                       | Януари (2005 – 2008); Декември (2008 – 2012)          | 2005 – 2012              |
| Against All Odds               | Срещу Всеки Шанс                     | Февруари                                              | 2005 – 2012              |
| Destination X                  | Дестинация Х                         | Март (2005 – 2010); Юли (2011 – 2012)                 | 2005 – 2012              |
| Lockdown                       | В капан                              | Април (2005 – 2012); Март (2013 – 2014)               | 2005 – 2012              |
| Hard Justice; Hardcore Justice | Тежко Правосъдие; Хардкор Правосъдие | Май (2005); Август (2006 – 2012)                      | 2005 – 2012              |
| No Surrender                   | Без Отказ                            | Юли (2005); Септември (2006 – 2012)                   | 2005 – 2012              |
| Sacrifice                      | Жертване                             | Август (2005); Май (2006 – 2012); Април (2014)        | 2005 – 2012, 2014        |
| Unbreakable                    | Несломим                             | Септември                                             | 2005                     |
| Genesis                        | Генезис                              | Ноември (2005 – 2007); Януари (2009 – 2013)           | 2005 – 2007, 2009 – 2013 |
| The Whole F'n Show             | Цялото Шибано Шоу                    | Август                                                | 2010                     |

## Брой Турнири
| - 2004 – 2 - 2005 – 12 - 2006 – 12 - 2007 – 12 - Общо – 110 | - 2008 – 12 - 2009 – 12 - 2010 – 12 - 2011 – 13 | - 2012 – 12 - 2013 – 4 - 2014 – 4 - 2015 – 2 |